# أيميه مارتن
أيميه مارتن (بالفرنسية: Louis-Aimé Martin) هو مدرس وطبيب وأديب وأمين سر وكاتب فرنسي، ولد في 17 أبريل 1782 في ليون في فرنسا، وتوفي في 22 يونيو 1847 في باريس في فرنسا.